# أميرشام تاون
نادي أميرشام تاون لكرة القدم (بالإنجليزية: .Amersham Town F.C)‏ هو نادٍ لكرة القدم مقره في أميرشام، باكينغهامشير بإنجلترا، وهو عضو حاليًا في دوري سبارتان ساوث ميدلاندز لكرة القدم ويلعب في Spratleys Meadow.